# Liga de fútbol de Granada 2016
La Liga de Fútbol de Granada 2016 será la edición número 34 de la Liga de fútbol de Granada.

## Formato
En el torneo participarán 10 equipos que jugarán dos veces entre sí mediante el sistema todos contra todos, totalizando 18 partidos cada uno. Al término de las 18 jornadas los cuatro clubes con el mayor puntaje clasificarán para las etapas finales. El ganador de las etapas finales se proclamará campeón y junto al subcampeón, de cumplir con los requisitos establecidos, podrá participar en el Campeonato de Clubes de la CFU 2017. Por otra parte, los dos últimos clasificados descenderán a la Primera División de Granada, mientras que el octavo y el noveno clasificados jugarán el play-off de relegación.

## Tabla de posiciones
Actualizado el 16 de diciembre de 2016.
| Pos. | Equipo              | PJ | PG | PE | PP | GF | GC | DG  | Pts. | Clasificado a          |
| ---- | ------------------- | -- | -- | -- | -- | -- | -- | --- | ---- | ---------------------- |
| 1    | Paradise            | 18 | 13 | 5  | 0  | 48 | 23 | +25 | 44   | Etapas finales         |
| 2    | Hard Rock           | 18 | 12 | 3  | 3  | 43 | 19 | +24 | 39   | Etapas finales         |
| 3    | St. John's Sports   | 18 | 9  | 6  | 3  | 40 | 29 | +11 | 33   | Etapas finales         |
| 4    | Mount Rich SC       | 18 | 7  | 6  | 5  | 38 | 30 | +8  | 27   | Etapas finales         |
| 5    | Carib Hurricane     | 18 | 6  | 6  | 6  | 24 | 24 | +0  | 24   |                        |
| 6    | Queens Park Rangers | 18 | 4  | 8  | 6  | 35 | 33 | +2  | 20   |                        |
| 7    | Chantimelle         | 18 | 4  | 5  | 9  | 26 | 38 | −12 | 17   | Play-off de relegación |
| 8    | Fontenoy United     | 18 | 4  | 4  | 10 | 31 | 45 | −14 | 16   | Play-off de relegación |
| 9    | Boca Juniors        | 18 | 2  | 7  | 9  | 26 | 42 | −16 | 13   | Primera División 2017  |
| 10   | Gouyave             | 18 | 3  | 2  | 13 | 19 | 47 | −28 | 11   | Primera División 2017  |

## Etapas finales

### Semifinales
| Local ida         | Global | Local vuelta | ida | vuelta |
| ----------------- | ------ | ------------ | --- | ------ |
| St. John's Sports |        | Hard Rock    | 3-0 |        |
| Mount Rich SC     |        | Paradise     |     |        |

### Final
| Local ida | Global | Local vuelta | ida | vuelta |
| --------- | ------ | ------------ | --- | ------ |
|           |        |              |     |        |

| ----- Campeón ¿? título |

## Play-off de relegación
| Local ida             | Global | Local vuelta    | ida | vuelta |
| --------------------- | ------ | --------------- | --- | ------ |
| GBSS FC               |        | Chantimelle     |     |        |
| Eagles Super Strikers |        | Fontenoy United |     |        |

| ----- Asciende a | ----- Desciende a |

| ----- Asciende a | ----- Desciende a |